# Bělokamenný potok
Bělokamenný potok (též Bílý potok) je potok na území obce Malá Morávka v okrese Bruntál, v pohoří Hrubý Jeseník, levostranný přítok řeky Moravice. Délka toku činí asi 8,8 km, plocha povodí je přibližně 18,85 km².

## Průběh toku
Potok pramení na severním svahu hory Temné v nadmořské výšce 1 190 metrů, v CHKO Jeseníky na území EVL Praděd, asi 2 kilometry východně od pramene řeky Moravice, nedaleko chaty Eustaška. Tok sleduje nejprve jihovýchodní až východní směr, napájen množstvím bezejmenných přítoků stékajících ze svahů Temné a Hradečné, v lesnatém a neobydleném území. U prvního křížení se silnicí II/445 se jeho tok stáčí k jihu a vstupuje do obydlené části obce Malá Morávka. V nadmořské výšce 640 metrů zde zleva ústí do Moravice.

### Přítoky
Jediným pojmenovaným přítokem je pravostranný Krátký potok.

## Vodní režim
Průměrný průtok Bělokamenného potoka činí 0,349 m³/s.

## Kvalita vody
Podle průzkumu zoobentosu a saprobity potoka provedeného v říjnu 2006 má velmi dobrou kvalitu vody, v celém svém toku pstruhovou.